# Тангутское письмо
Тангу́тское письмо́ — вымершая логографическая система письма, использовавшаяся для записи мёртвого тангутского языка в тангутском государстве Си Ся, существовавшем на северо-западе современной КНР. По состоянию на 2007 год, тангутская письменность без учёта аллографов (вариативных написаний) насчитывала 5863 символа. Тангутские иероглифы по виду похожи на китайские и даже имеют некоторые одинаковые типы черт, однако излишне усложнены (минимальное число черт в знаке — 4, иероглиф «один» состоит из 6 черт). По мнению Б. Лауфера, тангутская письменность, возможно, представляет собой самую сложную систему, которая когда-либо была изобретена человеческим разумом. Как и в китайской каллиграфии, в тангутском письме существовало четыре стиля начертания: уставное, курсив, скоропись и печатный. Доступен ряд тангутских шрифтов, наиболее полными из которых являются шрифты, поставляемые с программой Mojikyo (содержат все 6000 знаков из «Тангутско-китайского словаря» Ли Фаньвэня).

## История
Тангутское письмо, введённое в употребление в 1036 году по указу тангутского императора Ли Юань-хао (кит. 李元昊, годы правления — 1032—1048), не имело за собой длительной истории формирования, а было изобретено в какой-то неясный нам срок тангутским учёным Ели (Ири) Жэнь-юном (Жэнь-жуном) («учителем Ири») лично или же группой лиц, работавших под его руководством. В настоящее время китайские материалы служат единственным источником сведений относительно истории создания тангутской письменности. Эти сведения можно разбить на три группы:
1) Согласно «Ляо ши» (кит. 遼史 «История династии Ляо»), создателем тангутской письменности был тангутский правитель Тоба Дэ-мин (拓跋德明, годы правления — 1004—1032), составивший двенадцать цзюаней тангутского письма. Изобретённые им знаки походили, согласно «Ляо ши», на китайское письмо чжуань.
2) Вторая группа источников приписывает изобретение тангутского письма тангутскому императору Ли Юань-хао, который передал его для упрощения и введения в употребление своему сановнику Ели Жэнь-юну (кит. 野利仁榮). В «Сун ши» (кит. 宋史 «История династии Сун»), гл. 485 говорится: «Юань-хао сам создал тангутское письмо и приказал Ели Жэнь-юну упорядочить его. Всего было составлено двенадцать цзюаней. По форме письменные знаки представляли собой правильный квадрат и классифицировались по восьми разделам. Но написание письменных знаков было очень сложным. Все государственные служащие для ведения дел были обучены пользоваться тангутским письмом». В этой же главе «Сун ши» говорится, что, в 1039 году, принимая титул императора, Юань-хао послал сунскому двору письмо, в котором заявил: «Я из запутанных узоров неожиданно создал малое тангутское письмо». О том, что Юань-хао изобрёл письмо, упоминалось и в его титуле: «Основоположник династии, изобретатель письма, полководец, создатель законов, учредитель церемониала, человеколюбивый и отцепочтительный император».
В «Лунпин цзи» (кит. 隆平集) китайского учёного и историка сунской эпохи Цзэн Гуна (кит. 曾鞏) сказано: «Юань-хао сам создал двенадцать цзюаней тангутского письма. Это письмо походило на китайское письмо стиля чжуань. Он открыл тангутские школы и послал туда учиться детей и младших братьев тангутских чиновников».
3) Третья группа источников приписывает создание письма чиновнику Ели Юй-ци (кит. 野利遇乞). В «Мэнси битань» (кит. 夢溪筆談 «Записи бесед в Мэнси») сунского учёного Шэнь Ко (кит. 沈括) говорится следующее: «Юань-хао взбунтовался. Его последователь [Ели] Юй-ци ещё до этого создал тангутское письмо. Несколько лет он одиноко прожил в башне и лишь к этому моменту (1036) завершил составление письма. В это время он подарил изобретённое письмо Юань-хао».
По мнению исследователей Н. А. Невского и Е. И. Кычанова, изобретателем тангутского письма был всё-таки Ели (Ири) Жэнь-юн («учитель И-ри»). Вряд ли тангутское письмо было создано правителем Тоба Дэ-мином. Источник, в котором это говорится, — «Ляо ши» — вообще все реформы Юань-хао приписывает Тоба Дэ-мину. Конечно, идея создания самобытного тангутского письма могла принадлежать и Юань-хао. Для своего времени он был человеком образованным, в частности знал китайский и тибетский языки. Однако маловероятно, что тангутское письмо было создано им самим. Как видный политический деятель, большую часть времени он посвящал государственным делам и военным походам. Не исключено, впрочем, что именно по его распоряжению и под его наблюдением велась разработка тангутского письма. Как показывает Е. И. Кычанов, Ели Жэнь-юн и Ели Юй-ци также являются разными людьми (несмотря на то, что некоторые авторы их отождествляют), при этом полководец Ели Юй-ци, командовавший войсками в горах Тяньдушань, был оклеветан китайцами во время войны последних с тангутами в 1040—1044 годах и казнён по приказу Юань-хао. А Ели Жэнь-юн, один из образованных людей своего времени, был известен как мудрый и просвещённый советник. После его смерти в 1042 году Юань-хао скорбел о нём, как о своём самом близком помощнике. Он устроил Жэнь-юну пышные похороны. Через сто лет, в 1162 году, другой образованнейший император тангутов, Ли Жэньсяо (кит. 李仁孝, годы правления — 1140—1193), посмертно даровал Ели Жэнь-юну, как изобретателю тангутского письма, титул Гуан-хуэй-вана (кит. 廣惠王). Сравнение этих двух биографий показывает, что изобретателем тангутского письма был, по всей вероятности, Ели Жэнь-юн.
Н. А. Невский в своей статье «Тангутская письменность и её фонды» (1935) приводит перевод тангутской оды «Церемониальная песнь (в честь) благородного учителя», воспевающей некоего «учителя И-ри», изобретателя тангутского письма. По его мнению, фамилию И-ри, упоминаемую в одном документе при перечислении чисто тангутских имён, китайцы транскрибировали как Ели (существовала и одинаково с ней звучащая киданьская фамилия). Так как в оде говорится о какой-то церемонии в честь
«учителя И-ри», Невский предположил, что речь идёт о даровании почётного титула Ели Жэнь-юну в 1162 году. Таким образом, по мнению Невского, мы имеем и тангутское свидетельство в пользу того, что изобретателем тангутского письма был Ели Жэнь-юн.
Для обучения письменности были основаны государственные школы. Делопроизводство осуществлялось на тангутском языке, при этом дипломатические документы составлялись на двух языках (тангутском и китайском). На тангутский язык с тибетского и китайского был переведён практически весь буддийский канон, сочинения из которого печатались огромными тиражами методом ксилографии или с использованием подвижного шрифта. Несмотря на то, что тангутское государство было уничтожено войсками Чингисхана в 1227 году, тангутская письменность продолжала употребляться ещё несколько столетий. На данный момент самым поздним из дошедших до нас памятников тангутской письменности является надпись с текстом дхарани (кит. трад. 佛頂尊勝陀羅尼經, упр. 佛顶尊胜陀罗尼经) на двух буддийских каменных стелах, обнаруженных в 1962 году в ходе раскопок, проводившихся около деревни Хань (кит. 韩庄), расположенной в северном предместье городе Баодин. Надпись датируется 1502 годом Кроме того, в тибетском рукописном Кагьюре (Bka'-'gyur; монг. Ганджур) из коллекции Берлинской государственной библиотеки, датированном 1680 годом и являющимся списком с ксилографического издания Кагьюра, изданного в годы правления Вань-ли императора династии Мин (1573—1620) и датированного 1606 годом имеется приписка на полях, выполненная на тангутском языке тангутским письмом. По мнению Е. И. Кычанова, она могла быть сделана сразу после выхода в свет данного текста Кагьюра, то есть не ранее конца XVI в.

## Дешифровка
Изучение мёртвого тангутского языка и письменности началось в 1870 году с момента опубликования английским миссионером в Китае Александром Уайли (Alexander Wylie) статьи о шестиязычной надписи на каменных воротах Цзюйюн Гуань (кит. трад. 居庸關, упр. 居庸关, пиньинь Jūyōng Guān) близ Пекина, датируемой 1345 годом На воротах представлено шесть практически идентичных по содержанию надписей, выполненных на разных языках: санскрите письмом ланцза, тибетском, монгольском квадратным письмом Пагба-ламы, уйгурском, тангутском и китайском. Одна часть была написана большими знаками соответствующих письменностей, другая — малыми. Большими знаками записана транскрипция санскритского текста двух дхарани — Uṣṇīṣavijaya-dhāraṇī на восточной стене и Tathāgatahṛdaya-dhāraṇī на западной, дополненная для заполнения оставшегося места отрывками из других дхарани (состав используемых дхарани варьируется от языка к языку). Малыми знаками на пяти языках (отсутствует текст на санскрите) записан текст панегирика в честь монумента, кроме того, китайский и тангутский текст дополнен поэтическим кратким изложением Tathāgatahṛdaya-dhāraṇī-sūtra.
Уайли, взявшийся за дешифровку неизвестного тогда тангутского письма, установил, что секции, записанные большими иероглифами, представляют собой транскрипцию санскритского дхарани, оригинал которого имеется в санскритской части шестиязычной надписи. Однако Уайли не удалось определить, какой это язык; он пришёл к неверному заключению, что письменность эта — малое чжурчжэньское письмо, а язык соответственно — чжурчжэньский.
В 1882 году Габриэль Девериа опубликовал статью, посвящённую чжурчжэньской эпиграфической надписи на стеле из Яньтай (кит. 宴臺女真進士題名碑), в которой указал, что знаки из статьи Уайли не являются чжуржэньскими, но, возможно, тангутскими.
В 1894—1895 годах в «Journal Asiatique» выходит перевод на французский язык китайской, монгольской, тибетской и уйгурской части надписи с ворот Цзюйюн Гуань, выполненный Эдуардом Шаванном и др. Вслед за этим, в 1895 году принц Ролан Бонапарт издаёт эстампажи с ворот Цзюйюн Гуань, в описаниях которых тексты на неизвестном языке со ссылкой на Девериа и Шаванна впервые называются тангутскими, но под знаком вопроса.
В 1898 году Девериа публикует текст тангутско-китайской стелы-билингвы из храма Даюньсы (кит. трад. 大雲寺, упр. 大云寺, пиньинь Dàyúnsì) в Лянчжоу, написанный тем же письмом, что и текст с ворот Цзюйюн Гуань. Из параллельного китайского текста было видно, что надпись сделана в 1094 году и написана письмом государства Си Ся. Таким образом вопрос идентификации тангутской письменности был окончательно решён.
Параллельно с эпиграфическими источниками к исследованию тангутской письменности и языка были привлечены также и нумизматические источники. В 1895 году Стефен Бушель (Stephen Wootton Bushell) исследовал 12 тангутских монет и определил значение сорока иероглифов, встречающихся на них.
На этом завершается начальный период исследований тангутского языка. Дальнейшие опыты дешифровки были предприняты во Франции, в Китае, Японии, России в течение первых двух десятилетий XX века на основе текста «Лотосовой сутры» и некоторых других буддийских текстов. После находки Петром Козловым в 1908 году в Хара-Хото большого собрания тангутских книг, исследователи получили в своё распоряжение тангутско-китайский словарь «Жемчужина на ладони», известный под китайским названием «Чжан чжун чжу» (его полное название — «Тангутско-китайский соответствующий времени [словарь] жемчужина на ладони», кит. 番漢合時掌中珠; составлен тангутом Гулэ Маоцаем (骨勒茂才) в 1190 году). В словаре «Жемчужина на ладони» тангутские слова сопровождались пословным китайским переводом и транскрипцией. Этот словарь стал первым внутренним источником дешифровки знаков тангутского письма, которым воспользовались исследователи. С его помощью были надёжно дешифрованы значения свыше тысячи тангутских иероглифов из буддийских текстов и было составлено общее представление о грамматике тангутского языка и о чтении знаков тангутского письма. Однако объём словаря был недостаточен для надёжного понимания оригинальных произведений, он не смог заменить исследования билингвы, что до сих пор остаётся основной процедурой дешифровки тангутского письма.
Большой вклад в дешифровку тангутской письменности внёс Н. А. Невский. Посмертная факсимильная публикация в 1960 году рукописи его основного труда — словаря тангутских иероглифов — стала настоящим прорывом в тангутоведении. Словарь состоит из восьми тетрадей общим объёмом 560 листов, не закончен, хотя в достаточной степени систематизирован. Составлен по формальному принципу — знаки классифицированы по их верхней и левой частям. Значения даются в переводе на русский, китайский, иногда английский языки. Содержание словарных статей неоднородно — одни знаки пояснены более подробно, другие — менее, а некоторые оставлены без всяких объяснений. В 1962 году Н. А. Невскому за выдающиеся достижения в области дешифровки и исследования тангутского языка была посмертно присуждена Ленинская премия. Словарь до сих пор не утратил своего значения, оставаясь собранием ценнейших сведений по лексике и грамматике тангутского языка. Переиздан в Китае в 2007 году

## Фонетическая реконструкция
Общепринятой, признанной всеми исследователями, фонетической реконструкции чтения тангутских знаков до сих пор не существует. Предложено около 10 различных реконструкций: М. В. Софронов и Е. И. Кычанов (1963), Тацуо Нисида (1964, 1966), Мантаро Хасимото (1965), М. В. Софронов (1968), Тацуо Нисида (1981, 1982, 1983), Хуан Чжэньхуа (1983), Ли Фаньвэнь (1986), Тацуо Нисида (1989), Гун Хуанчэн (1989, 1997), Синтаро Аракава (1997). В российской научной литературе используется реконструкция, предложенная М. В. Софроновым (1968).
В 1957 году Нисида опубликовал статью о методах фонетической реконструкции тангутского языка, а в своей докторской диссертации, изданной в виде монографии в 1961 году, тщательно проанализировал тангутские иероглифы и впервые ввёл понятие графического элемента и предложил схему соединения графических элементов в иероглиф. В 1963 году в Советском Союзе были опубликованы «Исследования по фонетике тангутского языка» М. В. Софронова и Е. И. Кычанова, в которых была описана процедура фонетической реконструкции тангутских слогов на основе внутренних источников. Как Софроновым, так и Кычановым был предложен метод разбиения иероглифа на элементарные части — черты — и, соответственно, графический принцип расположения иероглифов в словаре: если Софронов предложил располагать иероглифы по первой черте (в соответствии с традиционной техникой начертания китайских
иероглифов это должен быть левый верхний элемент), то Кычанов использовал противоположный принцип – расположение иероглифов по последней черте (т.е. по правому нижнему элементу).
В 1980-е годы новую реконструкцию тангутской фонетики на основе достижений предшественников предложил тайваньский профессор Гун Хуанчэн. В своей реконструкции он попытался примирить расхождения, существовавшие в реконструкциях Нисиды и Софронова, результатом чего стала её некоторая непоследовательность. Ярким примером здесь является трактовка циклов рифм тангутского языка, обнаруженных ещё Нисидой и Софроновым. Нисида считал, что различия между циклами кроются в финалях соответствующих слогов, что вполне логично с точки зрения традиционной дальневосточной (т.е. китайской) филологии: различные рифмы означают наличие различных финалей. Однако М. В. Софронов показал, что различие между циклами заключается как раз в инициалях, о чём свидетельствуют различные первые знаки фаньце для рифм разных циклов, в то время как вторые знаки фаньце, описывающие финали, как раз могут совпадать. Профессор Гун, в свою очередь, занял нейтральную позицию, посчитав, что рифмы первого малого цикла отличаются от рифм
большого цикла инициалями, а рифмы второго малого цикла от рифм большого цикла — финалями. Кроме того, в реконструкции Гуна не различаются третий и четвёртый дэны тангутского языка, тогда как сами тангутские лексикографические источники вполне определённо фиксируют наличие в тангутском языке именно четырёх, а не трёх дэнов.
Кроме чисто фонетических вопросов Гун занимался также проблемами структуры тангутской письменности и её генеративных механизмов. Именно он обратил внимание на наличие среди тангутских иероглифов чрезвычайно большого числа синонимичных знаков, исследование которых привело его к открытию в тангутском языке различных внутрислоговых морфонологических чередований.

## Структура

Тангутский иероглиф 𗢨 «человек»

Знаки тангутской письменности могут быть условно разделены на две группы: простые (в основном самостоятельно не употребляющиеся графемы) и сложные (знаки, состоящие из простых графем). Простые иероглифы (графемы) могут быть как семантическими, так и фонетическими. Ни один из тангутских иероглифов не является пиктограммой, несмотря на то, что многие китайские иероглифы во время её создания являлись таковыми — это одно из главных отличий между двумя системами письма.

Тангутский иероглиф 𗋽 «грязь» состоит из левой части иероглифа 𗼱 «вода» и полного иероглифа 𗋋 «земля»

Большинство сложных иероглифов состоит из двух компонентов, некоторые — из трёх или четырёх. Компонентом может быть как простой иероглиф, так и часть сложного. Составные иероглифы делятся на семантико-семантические и семантико-фонетические. Было создано около 170 специальных транскрипционных иероглифов для передачи звуков китайского языка и санскрита. Эти иероглифы широко использовались для записи имён, названий и специфических терминов при переводе на тангутский язык текстов буддийского канона.

Тангутские иероглифы 𗀺 «палец руки» (справа) и 𘃍 «палец ноги» (слева) состоят из одинаковых элементов

Существует известное количество специальных парных сложных иероглифов. Члены пары состоят, как правило, из одинаковых элементов, различающихся расположением (например, AB и BA, ABC и ACB), и очень близки по значению.